# FIDE Album
Los FIDE Albums son publicaciones mundiales de ajedrez de la autoridad gobernante, la FIDE, a través de la Comisión Permanente de la FIDE para Composiciones de Ajedrez (PCCC), que contiene los mejores problemas y estudios de un cierto periodo (normalmente tres años).
Actualmente, los problemas enviados para publicación en el álbum son revisados por tres jueces. Cada juez puede dar de 0 a 4 puntos por un problema; si los resultados combinados de los tres jueces es mayor o igual de 8, el problema es incluido en el Álbum. Algunas veces el número de puntos necesario es rebajado a 7.5.
Los títulos de Gran Maestro, Maestro Internacional y Maestro FIDE de Composición de Ajedrez son premiados en las bases de problemas publicadas en los FIDE Albums: cada problema incluido en un álbum vale 1 punto y cada estudio vale 1.66 puntos, estas puntuaciones son divididas por el número de compositores en el caso de que sean composiciones conjuntas. Para que un compositor de problemas sea premiado con el título de Maestro FIDE, tiene que acumular 12 puntos, para el título de Maestro Internacional se necesitan 25 puntos y para el título de Gran Maestro hay que conseguir 70 puntos (en ningún caso, estos puntos no tienen que obtenerse en un único álbum, normalmente los puntos son acumulados en varios álbumes).
El editor del primer FIDE Album fue Nenad Petrović.